# 坂合黒彦皇子
坂合黒彦皇子（さかいのくろひこのみこ/さかあいのくろひこのみこ、生年不明 - 安康天皇3年）は、記紀等に伝わる古代日本の皇族。
『日本書紀』では「坂合黒彦皇子」のほか「境黒彦皇子」、『古事記』では「境之黒日子王」と表記される。「坂合（境）」は一説に地名。
第19代允恭天皇の皇子である。

## 系譜
『日本書紀』・『古事記』によれば、第19代允恭天皇と、皇后の忍坂大中姫（忍坂之大中津比売命、稚野毛二派皇子の女）との間に生まれた5男4女のうち、3番目に生まれた皇子である。
同母兄弟に木梨軽皇子・安康天皇（第20代）・八釣白彦皇子・雄略天皇（第21代）がいる。

## 記録
『日本書紀』雄略天皇紀によれば、安康天皇3年8月に安康天皇が眉輪王によって殺されたのち、雄略天皇は同母兄弟の八釣白彦皇子と坂合黒彦皇子を共犯者として疑った。八釣白彦皇子は雄略天皇に斬り殺され、同じく殺されそうになった坂合黒彦皇子は、眉輪王とともに葛城円の邸宅に逃げ込んだ。葛城円は贖罪として娘と私地を献上しようとしたがかなわず、雄略天皇は火を放って葛城円・眉輪王・坂合黒彦皇子を焼き殺したという。この時、坂合部連贄宿禰（坂合部は一説に坂合黒彦皇子の名代・子代）が皇子の遺骸を抱いて焼き殺され、その舎人が回収にあたるも遺骨を選別できなかったため、1つの棺に入れて「新漢𣝅本南丘（いまきのあやのつきもとのみなみのおか、新漢槻本南丘）」に合葬したという。
『古事記』安康天皇段では、安康天皇が目弱王（眉輪王）に殺されたことを知った大長谷王子（雄略天皇）が、黒日子王のところに行って天皇が殺されたことを告げたが、黒日子王は驚きもせず煮え切らない態度を示したため、大長谷王子は怒ってその場で黒日子王を斬殺したとする。

## 墓

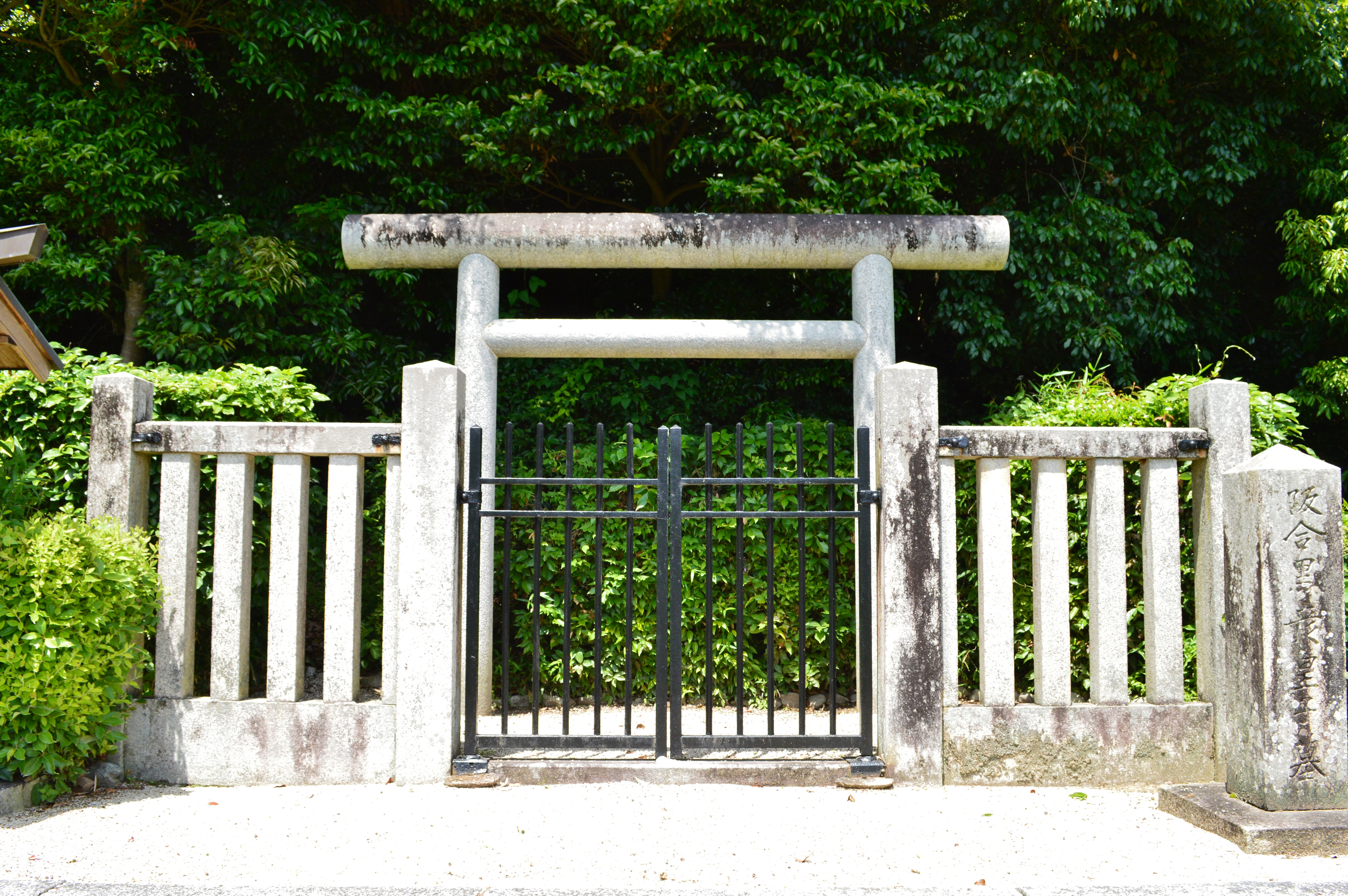
坂合黒彦皇子墓
（奈良県吉野郡大淀町）

墓は、宮内庁により奈良県吉野郡大淀町大字今木にある坂合黒彦皇子墓（さかあいのくろひこのみこのはか、北緯34度24分29.37秒 東経135度45分30.74秒 / 北緯34.4081583度 東経135.7585389度）に治定されている。宮内庁上の形式は円丘。遺跡名は「ジヲウ古墳」。
坂合黒彦皇子について、前述のように『日本書紀』では「新漢𣝅本南丘」に埋葬したとするが、江戸時代の安政年間（1854-1859年）に現墓に治定され、これが現在まで踏襲されている。一方、『大和志』では「天狗森」と俗称される今木南側の丘陵地に比定する説を挙げる。